# Championnat de Slovaquie de football 2005-2006
Navigation
Saison précédente Saison suivante
La saison 2005-2006 du Championnat de Slovaquie de football était la 13e édition de la Slovak Superliga, le championnat de première division de Slovaquie. Les 10 meilleurs clubs du pays sont regroupés au sein d'une poule unique où chaque formation rencontre quatre fois tous ses adversaires, deux fois à domicile et deux fois à l'extérieur. La saison prochaine, la Superliga passe à 12 équipes : le dernier du classement en fin de saison est relégué et remplacé par les trois meilleurs clubs de deuxième division.
Le MFK Ružomberok finit en tête du championnat et remporte le tout premier titre de champion de Slovaquie de son histoire. Il devance de 6 points le tenant du titre, le FC Artmedia Petrzalka. Le MFK Ružomberok réalise d'ailleurs le doublé en battant le Spartak Trnava en finale de la Coupe de Slovaquie.

## Les 10 clubs participants
- FC Nitra - Promu de D2
- Inter Bratislava
- Tatran Presov
- FK ZTS Dubnica
- AS Trencin
- MSK Zilina
- Matador Puchov
- Dukla Banska Bystrica
- MFK Ružomberok
- FC Artmedia Bratislava

## Compétition

### Classement
Le barème de points servant à établir le classement se décompose ainsi :
- Victoire : 3 points
- Match nul : 1 point
- Défaite : 0 point

| Rang | Équipe                    | Pts | J  | G  | N  | P  | Bp | Bc | Diff |
| ---- | ------------------------- | --- | -- | -- | -- | -- | -- | -- | ---- |
| 1    | MFK Ružomberok (C)        | 80  | 36 | 26 | 2  | 8  | 65 | 28 | +37  |
| 2    | FC Artmedia Petrzalka (T) | 74  | 36 | 23 | 5  | 8  | 58 | 33 | +25  |
| 3    | Spartak Trnava            | 68  | 36 | 21 | 5  | 10 | 57 | 31 | +26  |
| 4    | MSK Zilina                | 60  | 36 | 18 | 6  | 12 | 69 | 44 | +25  |
| 5    | FC Nitra (P)              | 45  | 36 | 12 | 9  | 15 | 42 | 48 | -6   |
| 6    | Dukla Banska Bystrica     | 42  | 36 | 12 | 6  | 18 | 37 | 42 | -5   |
| 7    | AS Trenčín                | 42  | 36 | 12 | 6  | 16 | 31 | 49 | -18  |
| 8    | FK ZTS Dubnica            | 40  | 36 | 10 | 10 | 16 | 41 | 55 | -14  |
| 9    | Inter Bratislava          | 30  | 36 | 7  | 9  | 20 | 27 | 62 | -35  |
| 10   | Matador Púchov            | 26  | 36 | 7  | 5  | 24 | 29 | 64 | -35  |

|  | Qualifié pour la Ligue des Champions 2006-2007                                            |
|  | Qualifié pour la Coupe UEFA 2006-2007                                                     |
|  | Qualifié pour la Coupe Intertoto 2006                                                     |
|  | Relégation en deuxième division                                                           |
|  | (T) : Tenant du titre (C) : Vainqueur de la Coupe de Slovaquie (P) : Promu de 2e division |

## Bilan de la saison
| Championnat de Slovaquie de football 2005-2006 |                            |
| Champion                                       | MFK Ružomberok (1er titre) |
| Coupes et trophées                             |                            |
| Vainqueur de la Coupe de Slovaquie 2005-2006   | MFK Ružomberok             |
| Qualifications continentales                   |                            |
| Ligue des champions 2006-2007                  | MFK Ružomberok             |
| Coupe UEFA 2006-2007                           | Artmedia Petrzalka         |
| Coupe UEFA 2006-2007                           | Spartak Trnava             |
| Coupe Intertoto 2006                           | FC Nitra                   |
| Promotions et relégations                      |                            |
| Promus en Slovak Superliga                     | Slovan Bratislava          |
| Promus en Slovak Superliga                     | FC Senec                   |
| Promus en Slovak Superliga                     | MFK Kosice                 |
| Relégués en Slovak First League                | Matador Puchov             |